# Кнорре Карл Христофорович
Кно́рре Карл Христофо́рович (нар. 28 березня 1801 — пом. 10 вересня 1883) — астроном, директор Миколаївської астрономічної обсерваторії, член-кореспондент Петербурзької академії наук, віце-адмірал.

## Біографія

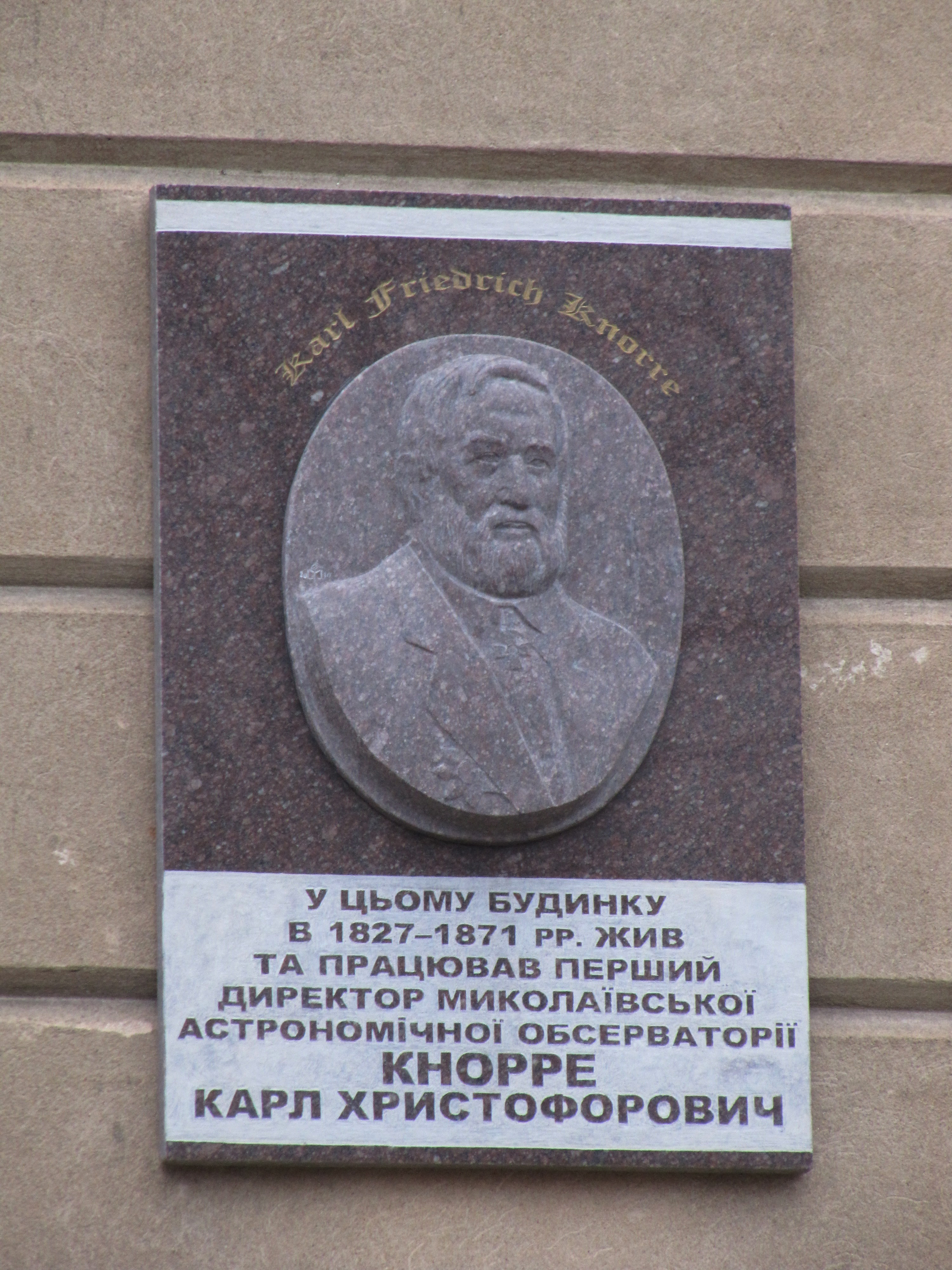
Меморіальна дошка астроному Карлу Кнорре на будинку Миколаївської обсерваторії

Народився 28 березня 1801 року в місті Дерпт, в родині професора місцевого університету. Після смерті батька виховувався в родині рідного дядька Зенфа.
Навчався на богословському факультеті Дерптського університету. Після знайомства з викладачем університету В. Я. Струве, захопився геодезією і астрономією.
У 1820 році, за рекомендацією В. Я. Струве був призначений на посаду директора новоствореної Миколаївської морської обсерваторії.
У 1824–1827 роках здійснив закордонну наукову подорож, в ході якої вивчав стан і методи астрономічних досліджень найкращих обсерваторій Європи.
Перебував на посаді директора обсерваторії до виходу на пенсію у 1871 році. Викладав астрономію в Миколаївському штурманському училищі. Керував гідрографічними роботами на Чорному і Азовському морях, що проводились під час його перебування в Миколаєві.
Перебуваючи на пенсії, виїхав до Берліна, де й помер 10 вересня 1883 року.
К. Х. Кнорре є автором низки спеціальних статей, ним складено 5-й аркуш відомої зоряної мапи, що була видана Берлінською академією наук і сприяла відкриттю багатьох малих планет.

## Пам'ять
Ім'ям династії астрономів Кнорре названо малу планету Сонячної системи № 14339 «Кнорре».